# Oranienbaum-Wörlitz
Oranienbaum-Wörlitz è una città tedesca di 8 067 abitanti, situata nel land della Sassonia-Anhalt. Degno di nota il Palazzo di Oranienbaum.

## Geografia antropica
Il territorio della città di Oranienbaum-Wörlitz è diviso in 10 municipalità (Ortschaft):
- Brandhorst
- Gohrau
- Griesen
- Horstdorf
- Kakau
- Oranienbaum (comprende le frazioni di Oranienbaum e di Goltewitz)
- Rehsen
- Riesigk
- Vockerode
- Wörlitz

Ogni municipalità è amministrata da un "consiglio locale" (Ortschaftsrat) e da un "sindaco locale" (Ortsbürgermeister).